# Féminisme en Belgique
 (août 2023).
La mise en forme du texte ne suit pas les recommandations de Wikipédia : il faut le « wikifier ».
Les points d'amélioration suivants sont les cas les plus fréquents. Le détail des points à revoir est peut-être précisé sur la page de discussion.
- Les titres sont pré-formatés par le logiciel. Ils ne sont ni en capitales, ni en gras.
- Le texte ne doit pas être écrit en capitales (les noms de famille non plus), ni en gras, ni en italique, ni en « petit »…
- Le gras n'est utilisé que pour surligner le titre de l'article dans l'introduction, une seule fois.
- L'italique est rarement utilisé : mots en langue étrangère, titres d'œuvres, noms de bateaux, etc.
- Les citations ne sont pas en italique mais en corps de texte normal. Elles sont entourées par des guillemets français : « et ».
- Les listes à puces sont à éviter, des paragraphes rédigés étant largement préférés. Les tableaux sont à réserver à la présentation de données structurées (résultats, etc.).
- Les appels de note de bas de page (petits chiffres en exposant, introduits par l'outil «  Source ») sont à placer entre la fin de phrase et le point final[comme ça].
- Les liens internes (vers d'autres articles de Wikipédia) sont à choisir avec parcimonie. Créez des liens vers des articles approfondissant le sujet. Les termes génériques sans rapport avec le sujet sont à éviter, ainsi que les répétitions de liens vers un même terme.
- Les liens externes sont à placer uniquement dans une section « Liens externes », à la fin de l'article. Ces liens sont à choisir avec parcimonie suivant les règles définies. Si un lien sert de source à l'article, son insertion dans le texte est à faire par les notes de bas de page.
- La présentation des références doit suivre les conventions bibliographiques. Il est recommandé d'utiliser les modèles {{Ouvrage}}, {{Chapitre}}, {{Article}}, {{Lien web}} et/ou {{Bibliographie}}. Le mode d'édition visuel peut mettre en forme automatiquement les références.
- Insérer une infobox (cadre d'informations à droite) n'est pas obligatoire pour parachever la mise en page.

Pour une aide détaillée, merci de consulter Aide:Wikification.
Si vous pensez que ces points ont été résolus, vous pouvez retirer ce bandeau et améliorer la mise en forme d'un autre article.
 (août 2023).
Le féminisme en Belgique débute après la révolution belge de 1830 et évolue par vagues au cours du XXe siècle et du XXIe siècle.

## Histoire

### Précurseurs auXIXesiècle

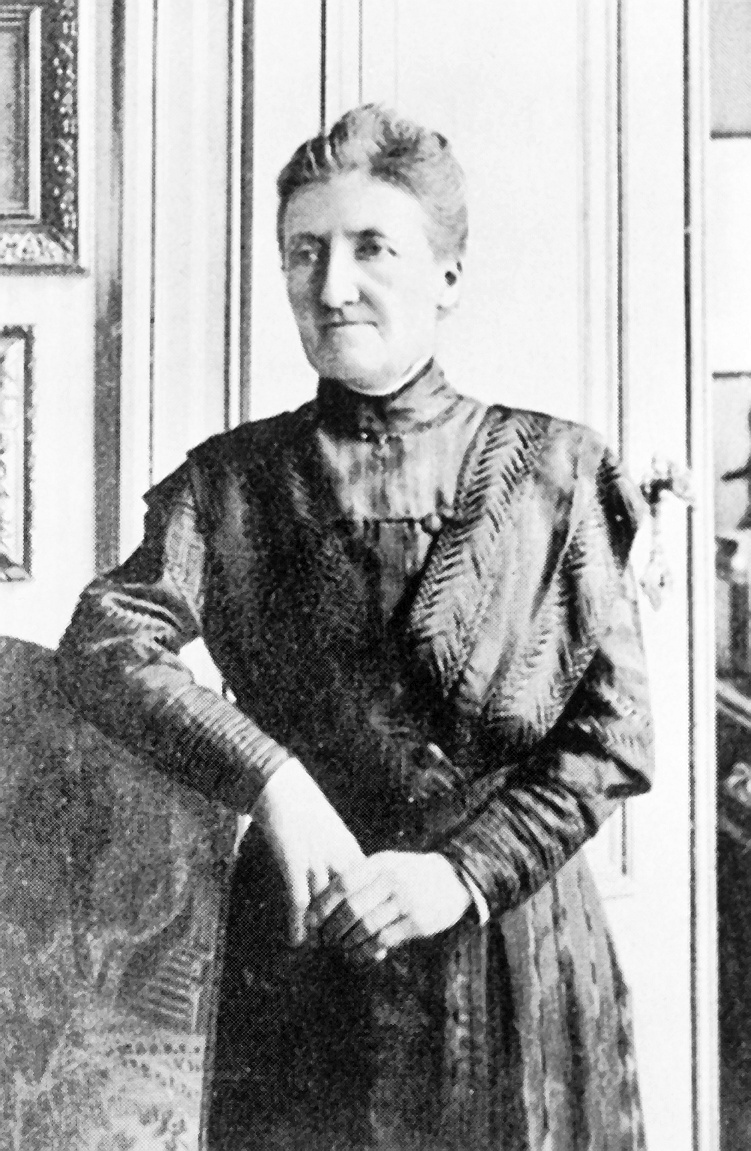
Marie Popelin, fondatrice de la Ligue belge du droit des femmes.

En 1796, la France annexe la Belgique. L'application du Code civil français exclut les femmes de la vie publique ; cela provoque de nombreux infanticides, avortements et suicides. L'article 340 interdit toute recherche de paternité, l'avortement est interdit et les femmes ont peu de droits, « sans salaires, sans aides sociales, dans le mépris et l’isolement ».
Après la révolution belge de 1830, les femmes obtiennent peu de droits supplémentaires, elles ne jouissent ni du droit de vote ni de participation politique. Zoé Gatti de Gamond remet en question la condition féminine de ses compatriotes, devenant une pionnière féministe de la Belgique. À son retour de Paris, elle mène un projet de refondation de l'enseignement des filles en Belgique. En 1849, seulement 10 pensionnats étaient officiellement reconnus comme instituts de formation pour les institutrices, le plus haut niveau de formation pour les femmes à l’époque.
Après 1848, des femmes instruites, dont Zoé Gatti de Gamond, affirment que l'éducation des filles est essentielle à l'égalité politique et intellectuelle. Le mouvement féministe se focalise dès lors sur l'éducation, créant des écoles professionnelles et secondaires pour les filles. Sa fille, Isabelle Gatti de Gamond, et Léonie de Waha, forment des élites féminines, donnant naissance à des militantes féministes majeures du siècle suivant.
Isabelle Gatti fonde en 1861 la revue L'Éducation de la femme, ainsi que les premiers Cours d'éducation pour jeunes filles en 1864 à Bruxelles, où elle ouvre le premier établissement d’enseignement officiel pour filles. Les écoles forment des jeunes filles, certaines devenant les premières militantes féministes du XIXe siècle.
L'accès des filles à l'éducation est perçu comme le moteur essentiel de l'émancipation féminine et d'un changement des mentalités.
Vers 1890, le protoféminisme pédagogique se transforme en un mouvement féministe revendicatif.

### Première vague
Le mouvement féministe en Belgique est marqué depuis ses débuts par des associations comme la « Ligue belge du droit des femmes », fondée en 1892 par Marie Popelin, faisant suite à l'affaire Popelin de 1888 et considérée comme l'origine du féminisme belge. Première femme de Belgique diplômée en droit, elle est exclue du barreau en raison de son genre, un exemple des défis rencontrés par les femmes dans le domaine juridique. Cette ligue voit Louis Frank conseiller Jeanne Chauvin à l'époque où celle-ci se voit refuser le barreau français : il publie La Femme avocat à Paris en 1898.
Le Féminisme chrétien de Belgique est créé en 1902 par Louise Van den Plas, avec en réponse la création de la Fédération des femmes socialistes au sein du Parti ouvrier belge, la même année. Isabelle Gatti de Gamond la préside et fonde les Cahiers féministes.
Pendant l'entre-deux-guerres, des associations telles que le Conseil national des femmes belges et la Fédération belge des femmes universitaires jouent un rôle essentiel, aboutissant à des avancées notables pour l'égalité des sexes en Belgique. Au niveau juridique, le barreau s'ouvre aux femmes en 1922 avec l'instigation de Marcelle Renson et la déposition d'Émile Vandervelde, ministre de la Justice de l'époque. Les premières femmes à prêter serment sont Marcelle Renson et Marguerite De Munter-Latinis (fondatrice de la section belge de la Federation of Business and Professional Women en 1931).

#### Droit de vote

##### Au XIXesiècle
En 1831, l'article 6 de la nouvelle Constitution belge prévoit l’égalité des Belges. Cependant, seuls les citoyens payant le cens peuvent voter. Le suffrage censitaire prive la majorité de la population du droit de vote. Les femmes sont, quant à elles, totalement exclues de la vie politique. Cependant, certaines d’entre elles expriment la volonté d’un suffrage universel. Tel est par exemple le cas de Zoe Gatti de Gamond et de sa fille Isabelle Gatti de Gamond.
C’est ainsi que le Conseil national des femmes belges est créé en 1905, suivi en 1912 de la Ligue catholique du suffrage féminin et en 1913 de la Fédération belge pour le suffrage féminin. Cette dernière mobilise divers courants féministes autour du thème central du droit de vote des femmes. Les femmes continuent d’exiger le suffrage universel. Un congrès sur le sujet a lieu à Bruxelles en 1912 et un autre à Budapest un an plus tard. À la veille de la Première Guerre mondiale, la fédération belge fondée à Bruxelles est créée par Jane Brigode et Louise Van den Plas. « Cette fédération est affiliée à l'Alliance internationale pour le suffrage et les droits civiques des femmes, regroupant des sociétés revendiquant l'égalité politique entre les sexes en préparant celles-ci à l'exercice du droit de vote ». Cette fédération est fondée afin d'obtenir le droit de vote pour les femmes à tous les niveaux politiques : communal, provincial et législatif. En 1913, elle adresse une lettre ouverte aux membres de la Chambre, revendiquant le suffrage féminin. Toutefois, cette initiative est interrompue par la Première Guerre mondiale (1914-1918).
Le combat des femmes en Belgique est moins violent que celui des suffragettes au Royaume-Uni. Lorsque la Première Guerre mondiale éclate, les tensions liées au suffrage féminin sont mises en sourdine, hommes et femmes se liant alors pour défendre le pays. Les femmes travaillent pendant que les hommes sont au front et organisent la résistance.

##### Après la Première Guerre mondiale
Pendant la Première Guerre mondiale, la majorité des féministes de l'époque font le choix de soutenir leur gouvernement national et l'effort de guerre qui en découle , en espérant que cet engagement jouera à la fin du conflit pour qu'elle obtiennent le droit de vote.
Au sortir de la guerre, les débats autour du suffrage universel reprennent. Les socialistes et les libéraux revendiquent un suffrage universel masculin pur et simple. Toutefois, de fortes tensions émergent concernant le suffrage féminin. Si les catholiques y sont favorables, les libéraux et les socialistes s’y opposent, craignant que les femmes votent selon les consignes de leur prêtre, donc en faveur des catholiques. À mesure que les discussions progressent, la pression exercée par les femmes sur les parlementaires s’intensifie. Partout dans le pays, des conférences et des manifestations sont organisées, des revues féministes voient le jour, et un nombre croissant de femmes rejoignent des ligues ou des associations défendant leurs droits.
Afin d'empêcher une nouvelle guerre, la Ligue internationale des femmes pour la paix et la liberté oriente aussi son action sur l'obtention du vote pour les femmes et l'éducation des enfants au pacifisme. Après le conflit, certains pays ont en effet octroyé le droit de vote aux femmes, mais pas encore la Belgique.
Pour apaiser les tensions liées au droit de vote des femmes en Belgique, la loi du 19 mai 1919 accorde ce droit aux mères et veuves en remplacement de leurs fils et maris tombés au combat, ainsi qu'aux femmes emprisonnées pour des raisons politiques durant l'occupation allemande.

##### Après la Seconde guerre mondiale
À la sortie de la Seconde Guerre mondiale, les priorités des politiques se concentrent principalement sur des enjeux économiques et sociaux. Il est important de noter que, durant cette période d'après-guerre, la question de la citoyenneté des femmes n’est pas au cœur des préoccupations. Ce qui intéresse alors les responsables politiques, c'est « l’apport des voix que les femmes pourraient représenter pour les différents partis».
À partir de 1944, les revendications féministes s'intensifient. Vingt-neuf ans après les hommes, et 28 ans après qu’une partie des femmes a obtenu ce droit pour les élections communales, toutes les femmes belges acquièrent en 1948 le droit de vote pour l’ensemble des élections. Ce n’est cependant que le 26 juin 1949 qu’elles se rendront pour la première fois aux urnes lors des élections législatives. La loi belge accordant le droit de vote aux femmes est la loi du 27 mars 1948 relative au droit de vote des femmes aux chambres législatives. À titre de comparaison, les Finlandaises avaient déjà obtenu ce droit en 1906, les Norvégiennes en 1913 et les Danoises en 1915. Le suffrage belge devient donc enfin universel à cette date.
À la suite de cette nouvelle loi en Belgique, le nombre d'électeurs est plus que doublé, dépassant ainsi les 5 600 000 personnes, ce qui représente plus de 65 % de la population. Les premières élections législatives impliquant les femmes ont lieu en 1949. Contrairement aux craintes des libéraux et des socialistes, opposés à cette idée, l'accès des femmes au droit de vote n'entraîne pas de bouleversement dans la hiérarchie des partis politiques, ni une féminisation significative de la sphère politique et de son personnel.

### Deuxième vague
Après la Seconde guerre mondiale, on constate un déclin graduel au sein des organisations rationalistes traditionnelles. Néanmoins, le féminisme, l'aspiration à l'égalité des droits ainsi que la préservation du libre arbitre persistent en tant que sujets d'intérêt.
Les groupes féministes sont considérablement réduits en nombre. Parmi les femmes qui ont été déportées, certaines ont perdu la vie en détention, tandis que d'autres sont rentrées très affaiblies. Plusieurs organisations féminines préexistantes à 1945 reprennent leurs activités après la guerre, tandis que de nouvelles associations voient le jour, influencées par les changements politiques et sociaux.
Après cinq années de suspension, l'organisation féminine connue sous le nom de Conseil national des femmes belges reprend ses efforts pour obtenir l'égalité civile, politique, sociale et économique.
Après la Seconde Guerre mondiale, on observe un renforcement de l'influence des associations féminines affiliées aux partis politiques dans le domaine des questions féminines, une tendance déjà perceptible avant le conflit. Cette évolution est telle qu'il devient nécessaire d'évaluer les réalisations des féministes non plus en fonction de leurs propres victoires, mais en fonction de leur capacité à faire adopter leurs revendications au sein de ces importantes associations.
Bien que l'égalité formelle en matière de suffrage soit désormais consacrée, de nouvelles disparités surgissent au niveau de la représentation politique. Dans tous les partis politiques, les femmes rencontrent des difficultés pour obtenir des positions significatives au sein des listes électorales. La proportion d'élues demeure nettement limitée.
Une autre avancée importante dans les droits des femmes est enregistrée au cours de la même année 1948 avec l'adoption par l'Assemblée générale des Nations Unies de la Déclaration universelle des droits de l'homme le 10 décembre 1948. Ce document proclame que tous les êtres humains naissent libres et égaux en droits, et interdit toute discrimination fondée sur le sexe.
L'égalité économique n'est cependant pas atteinte. Les enjeux liés au travail féminin persistent et les discriminations indirectes qui touchent les femmes en matière de sécurité sociale (chômage, assurance-maladie-invalidité, pensions de retraite) sont dénoncées par les militantes féministes. Des iniquités fiscales subsistent également, notamment par le biais de l'agrégation fiscale des conjoints.
Quelques avancées tels que l'accès aux carrières diplomatiques en 1945, à la magistrature en 1948 et au notariat en 1950, sont notables. De plus, l'incapacité juridique des femmes mariées, qui ne pouvaient en principe pas travailler sans l’autorisation de leur mari, prend fin en 1958. Il s’agit de la suppression de la notion de puissance maritale. Cette réforme n'a pas d'impact réel jusqu’à la loi de 1976 portant sur les régimes matrimoniaux. La prostitution en Belgique n'est plus réglementée depuis la loi du 21 août 1948.
Le 6 juin 1951, la Belgique appose sa signature sur la Convention du Bureau international du Travail (BIT) concernant l'égalité salariale entre les hommes et les femmes pour un travail de valeur équivalente. Cependant, en dépit de cette signature, les progrès sont limités et cette convention ne trouve pas sa place dans la législation nationale, et des disparités salariales persistent, qui demeurent partiellement non résolues à ce jour.
En 1962, un événement marquant survient avec l'inauguration du tout premier centre francophone dédié à la planification familiale, nommé « La Famille heureuse », situé à Bruxelles. Cette initiative voit le jour grâce à l'enthousiasme et à l'implication de personnalités laïques issues de l'Université libre de Bruxelles.
Suzanne Lilar publie en 1969 Malentendu du deuxième sexe, dans lequel elle questionne la pertinence du refus du « conditionnement féminin » s'il faut « mutiler [...] son être femme ».
Au début des années 1970, les féministes sont dans la rue. À cette époque, les militantes investissent l’espace public pour revendiquer l’égalité des droits dans la sphère familiale, éducative, professionnelle et législative. Inspirées par des revendications historiques, elles adoptent également des perspectives novatrices sur le corps et la sexualité, dénonçant les violences et préjugés tout en revendiquant le droit à une sexualité libre et à la maîtrise de leur fécondité. Leur engagement, marqué par une énergie militante, se manifeste à travers des écrits, des rassemblements, des manifestations et des actions publiques audacieuses, visant à construire une société plus solidaire, égalitaire et épanouissante. La première journée des femmes de Bruxelles du 11 novembre 1972 voit la présence de Simone de Beauvoir, Françoise d'Eaubonne et Germaine Greer comme invitées d'honneur.
En 1973, Françoise Collin fait publier à Bruxelles les Cahiers du Grif, première revue en français féministe.

## Contributions de l'Affaire Peers
À la suite de l'incident marquant connu sous le nom de l'« affaire Peers », qui impliqua l'arrestation en 1973 d'un médecin humaniste pour avoir pratiqué des avortements, le mouvement laïque s'est engagé avec une persévérance inébranlable à soutenir la dépénalisation des avortements consentis. Cette démarche découle de préoccupations relatives à la santé, à l'autonomie personnelle et au droit des femmes à exercer un contrôle sur leur propre corps. Cependant, il est important de noter qu'en 2021, cette lutte n'avait pas encore remporté une victoire complète mais uniquement une sorte de libéralisation de la contraception. En 1990, une forme partielle de dépénalisation de l’avortement sera mise en place.
Dans la période de l'après-guerre, le rôle des femmes belges dans l'économie et les milieux professionnels gagne également en importance au sein du mouvement syndical. En 1959, la FTBG (Fédération Générale des Travailleurs en Belgique) prend des mesures pour inclure davantage les femmes dans les activités syndicales en créant une Commission des femmes pour traiter de leurs questions et attaquer les stéréotypes auxquels elles sont confrontées. Auparavant, aucune femme n'occupait de poste syndical permanent en Belgique. En 1957, à la suite de la ratification du Traité de Rome par la Belgique, Éliane Vogel-Polsky, une juriste, promeut l'égalité salariale en mettant en avant l'article 119. Son expérience lors de la grève des ouvrières de la FN à Herstal en 1966 renforce son engagement pour une égalité réelle dans la société. Elle initie également des procès importants pour l'égalité salariale en Europe et joue un rôle clé en enseignant le droit et en animant des formations pour les mouvements syndicaux et féministes.
Entre 1960 et 1970, durant la seconde et la troisième vague du féminisme, des transformations sociales ont permis une plus grande liberté, marquant ainsi la reconnaissance de l'égalité entre les sexes comme un droit humain. Cependant, ce n'est qu'en 2002 que l'égalité a été inscrite dans la Constitution belge.